# Gęśnica ziarnista
Gęśnica ziarnista (Calocybe naucoria (Bull.) Singer) – gatunek grzybów z rodziny kępkowcowatych (Lyophyllaceae).

## Systematyka i nazewnictwo
Pozycja w klasyfikacji według Index Fungorum: Calocybe, Lyophyllaceae, Agaricales, Agaricomycetidae, Agaricomycetes, Agaricomycotina, Basidiomycota, Fungi.
Po raz pierwszy opisał go w 1914 r. William Alphonso Murrill, nadając mu nazwę Melanoleuca naucoria. Potem zaliczany był do różnych innych rodzajów. Obecną, uznaną przez Index Fungorum nazwę nadał mu w 1962 r. Rolf Singer, przenosząc go do rodzaju Calocybe. Ma 16 synonimów. Niektóre z nich:
- Calocybe fallax Redhead & Singer 1978
- Calocybe naucoria (Murrill) Singer 1943
- Rugosomyces naucoria (Murrill) Boffelli 2012
- Tricholoma naucoria (Murrill) Murrill 1914

Nazwę polską zaproponował Władysław Wojewoda w 2003 r. (dla synonimu Calocybe fallax).

## Morfologia
Kapelusz
Średnica 0,5–3 cm, początkowo szeroko wypukły z nieco podwiniętym brzegiem, potem przechodzący w szeroko dzwonkowaty, płaski, na koniec płytko wklęsły z prostym brzegiem, miękki. Powierzchnia naga, sucha, żółta do pomarańczowożółtej lub brązowożółtej.
Blaszki
Przyrośnięte do trzonu, czasami z ząbkiem, gęste, bladożółte, u starszych okazów lub w eksykatach czasami brązowiejące lub prawie czarne. Liczne blaszeczki.
Trzon
Wysokość 2–4 cm, grubość 1–5 mm, cylindryczny. Powierzchnia delikatnie jedwabista lub prawie naga, tej samej barwy co kapelusz. U podstawy biaława grzybnia.
Miąższ
Jasnożółty. Zapach niecharakterystyczny, smak lekko gorzki lub niecharakterystyczny.
Wysyp zarodników
Biały.
Cechy mikroskopowe
Zarodniki 3–4 × 1–2 µm, elipsoidalne, gładkie,w KOH bezbarwne, w odczynniku Melzera nieamyloidalne. Podstawki 4-sterygmowe. Cystyd brak. Skórka kapelusza zbudowana ze strzępek bezbarwnych do żółtawych w KOH o wymiarach 15–20 × 5–7,5 µm. Występują sprzążki.

## Występowanie i siedlisko
Występuje w Ameryce Północnej, Europie i Azji. W Europie najwięcej stanowisk podano na Półwyspie Skandynawskim. W Polsce gatunek rzadki. W. Wojewoda w 2003 r. przytoczył jedno stanowisko, w późniejszych latach podano następne.
Grzyb saprotroficzny. W Polsce podano jego stanowisko na nieużytkach w towarzystwie jałowców. Występuje głównie w ściółce pod drzewami iglastymi, rzadko w ściółce pod drzewami liściastymi (wierzbami i olszami).